# 皇甫四杰
皇甫四杰指的是明代皇甫冲，皇甫涍、皇甫汸、皇甫濂兄弟四人的并称。父皇甫录为弘治九年进士，官重庆知府。著称安定，丞相苗裔，徙自茂陵。生有皇甫冲，皇甫涍、皇甫汸、皇甫濂四子，皆为诗人。
皇甫汸为嘉靖八年（1529年）进士，皇甫涍嘉靖十一年（1532年）进士。
后与同里人张凤翼、燕翼、献翼并负才名，吴人称“前有四杰，后有三张”。